# القاوي (عبس)

تعديل مصدري - تعديل

القاوي هي إحدى قرى عزلة قطبة بمديرية عبس التابعة لمحافظة حجة في اليمن، بلغ تعداد سكانها 403 نسمة حسب تعداد اليمن لعام 2004.